# André Morellet
André Morellet, född den 7 mars 1727 i Lyon, död den 12 januari 1819 i Paris, var en fransk skriftställare.
Morellet, som innehade abbévärdighet, var meningsfrände och förtrolig vän med Turgot och Malesherbes samt tillhörde encyklopedisternas krets. År 1785 blev han medlem av Franska akademien och gömde dess arkiv, då den under den värsta revolutionstiden var upphävd. Morellet utgav Mélanges de litterature et de philosophie (4 band, 1818). År 1821 utkom hans Mémoires. Morellet var även nationalekonom. 
Asteroiden 11950 Morellet är uppkallad efter honom.